# Dolmen de Crec'h an Hu
Le Dolmen de Crec'h an Hu  est situé à Plouaret, à la limite de la commune de Lanvellec et proche de la rivière du Roscoat, dans le département français des Côtes-d'Armor.

## Description
Signalé comme dolmen sur les cartes de l'IGN son authenticité n'est pas avérée. Composé de trois pierres , il porte les traces d'un pressoir à pomme datant du Moyen Âge.

### Articles connexes

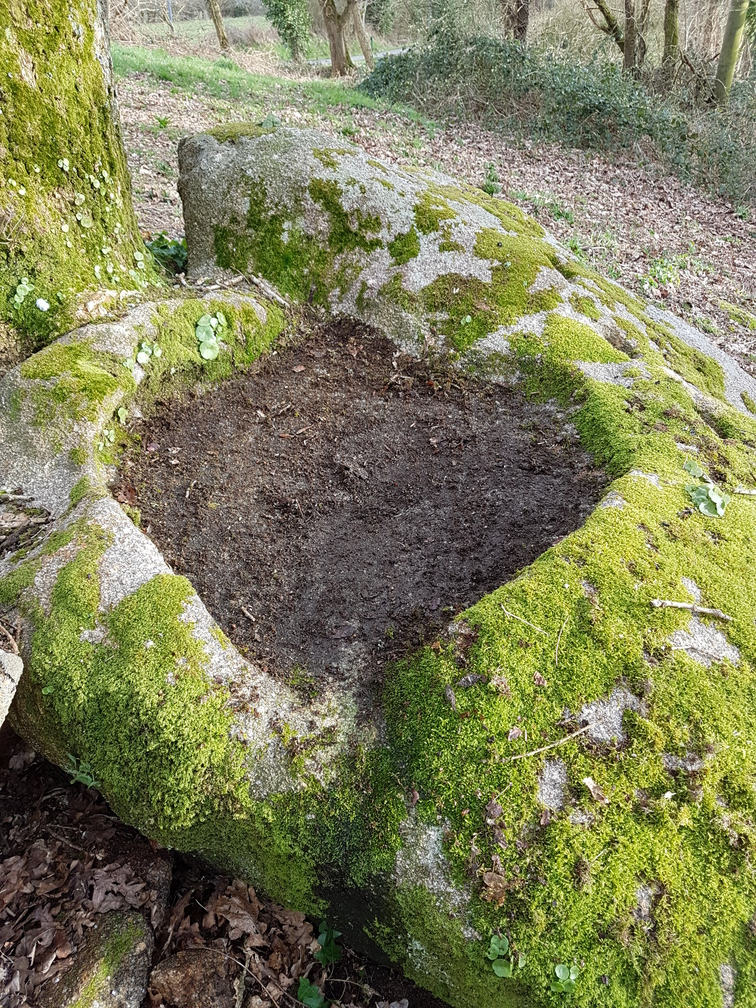
Trace d'un ancien pressoir à pomme